# Andrew Mlangeni
Andrew Mokete Mlangeni, né le 6 juin 1925, mort le 21 juillet 2020, également connu sous les noms de Percy Mokoena, Mokete Mokoena et Rev. Mokete Mokoena, est un homme politique sud-africain, membre du Congrès national africain, membre du parlement de 1994 à 1999. 
En 1964, Andrew Mlangeni, militant anti-apartheid, a été condamné à la prison à vie à Robben Island lors du  procès de Rivonia. Il a été libéré en 1989.

## Biographie

### Origines et famille
Andrew Mlangeni est né à Bethléem, dans l'État libre d'Orange. Après avoir dû abandonner ses études en raison de la pauvreté, il travaille, après 1946, en usine, et comme chauffeur de bus. Il se marie  à June Mlangeni (née Ledwaba) en 1950. Le couple a eu quatre enfants. 

### Engagement politique contre l'apartheid
En 1951, il rejoint la Ligue de jeunesse du Congrès national africain (African National Congress Youth League ou ANCYL). En 1954, il devient membre du Congrès national africain (ANC). 
En 1961, il est envoyé à l'étranger pour suivre une formation militaire, mais à son retour en 1963, il est arrêté. Il est déclaré coupable dans le procès de Rivonia, et condamné à la prison à vie à Robben Island, où il était le prisonnier 467/64,.
Il est libéré de prison en octobre 1989 après avoir purgé 26 ans de sa peine. 

### Député
Lors des premières élections générales multi-raciales de 1994, il est élu membre du Parlement pour l'ANC. Il reste député durant un mandat jusqu'en 1999. 
Il était un ami proche de Nelson Mandela et a pris la parole lors du service commémoratif de Mandela au  FNB Stadium.

### Films et documentaires sur Mlangeni et le procès de Rivonia
En 2015, le réalisateur Lebogang Rasethaba a réalisé un film sur Mlangeni, intitulé Prisoner 467/64: The Untold Legacy of Andrew Mlangeni.
En 2017, il est apparu avec d'autres participants (parmi les accusés) du procès de Rivonia, Denis Goldberg et Ahmed Kathrada, ainsi qu'avec les avocats Joel Joffe, George Bizos et Denis Kuny dans un film documentaire consacré à ce procès intitulé Life is Wonderful, et réalisé par Nicholas Stadlen  (le titre reflète les paroles que Goldberg a adressées à sa mère à la fin du procès en apprenant que lui et ses camarades avaient été épargnés par la peine de mort),. En 2018, il a foulé le tapis rouge du Festival de Cannes 2018 avec l’équipe de ce documentaire.

### Décès
Mlangeni est mort le 21 juillet 2020. Il avait 95 ans et était devenu le dernier survivant du procès Rivonia. Le président sud-africain Cyril Ramaphosa a exprimé ses condoléances au nom du gouvernement, en déclarant : « Le décès d'Andrew Mekete Mlangeni signifie la fin d'une histoire générationnelle et place notre avenir entre nos mains ».